# 阿布·阿巴斯·穆尔西清真寺

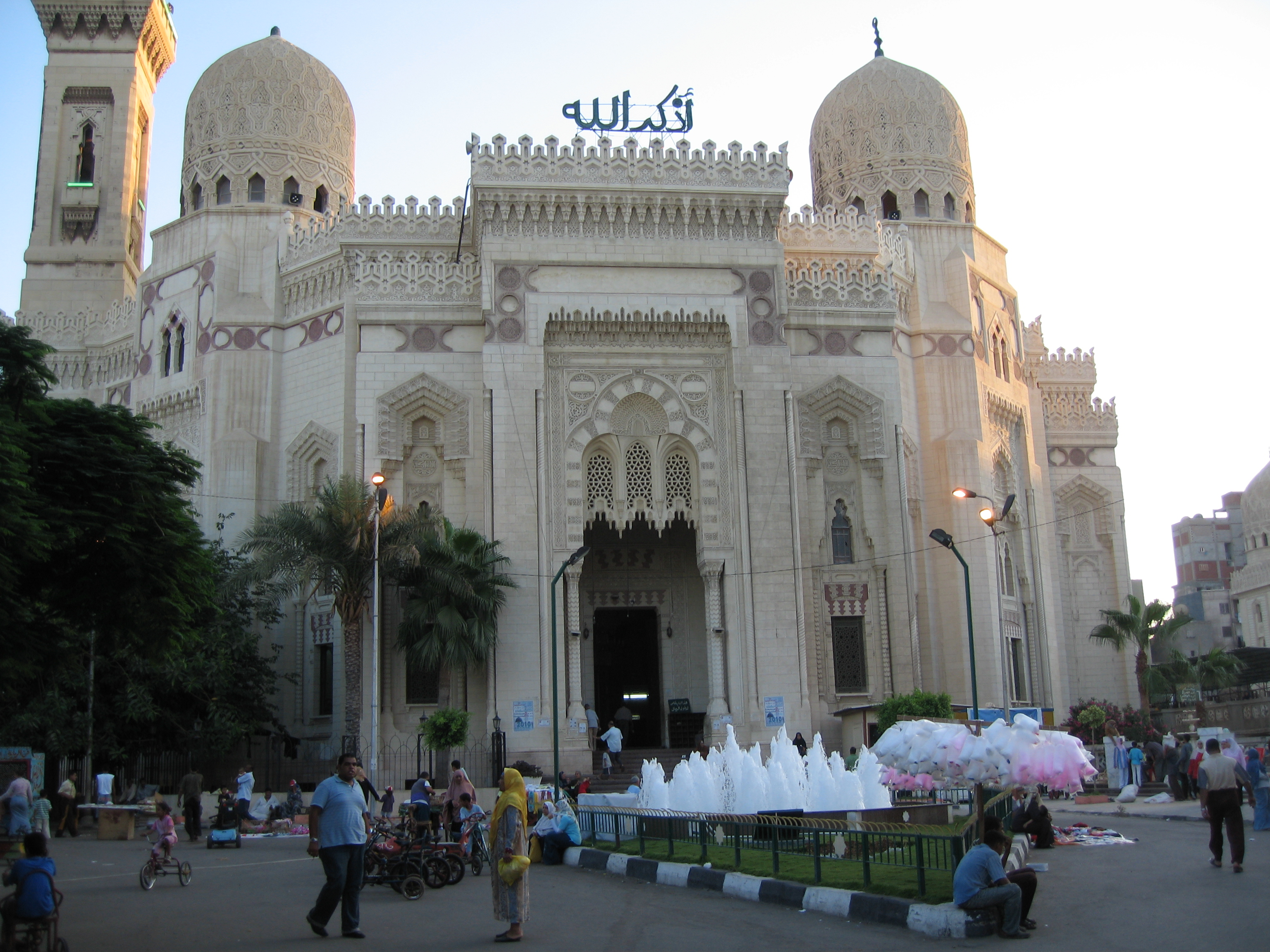

阿布·阿巴斯·穆尔西清真寺（阿拉伯语：‎Abu al-Abbas al-Mursi Mosque) 是埃及亞歷山卓最大的一座清真寺，以13世纪亚历山大 苏菲派圣人阿布·阿巴斯·穆尔西命名，寺内有圣人的墓地。
它位于亚历山大的Anfoushi社区，靠近盖特拜城堡。
1929-1945年，该清真寺改建为目前的形式。